# Arto Tiainen
Arto Tiainen (5 settembre 1930 – 21 settembre 1998) è stato un fondista finlandese.

## Palmarès

### Olimpiadi invernali
- Argento a Innsbruck 1964 nella staffetta 4×10 km
- Bronzo a Innsbruck 1964 nei 50 km

### Mondiali
- Argento a Oslo 1966 nei 50 km
- Bronzo a Lahti 1958 nella staffetta 4×10 km